# María Díez de Oñate
María Diez de Oñate y Cueto (Ceuta, 1888-Marbella, 1979) fue una profesora española que tras la guerra civil española desarrolló su actividad docente en Estados Unidos.

## Trayectoria
Su padre era Juan Diez de Oñate y Ortiz, teniente coronel de infantería, y su madre Ana Cueto Ávila, los dos naturales de Marbella, Málaga. Era la segunda de siete hermanos, quedando huérfanos de padre cuando eran todavía muy jóvenes. Estudió piano en el Conservatorio de música consiguiendo el premio extraordinario. También era maestra nacional.
Desde 1915 había trabajado en la secretaría de la Residencia de Señoritas. En 1920, aconsejada por su directora, María de Maeztu, marchó a Estados Unidos pensionada por la Junta de Ampliación de Estudios (JAE) para ocupar una plaza de profesora de español en la Escuela de Español del Middlebury College en Vermont, donde pasó dos cursos. Se trasladó después al Vassar College en Nueva York donde estuvo un año. Allí estuvo con Carmen Ibáñez Gallardo, futura esposa del escritor Cipriano Rivas Cherif, y con Enriqueta Martín Ortiz.
Publicó en 1924 Cancionero español: colección de canciones regionales, populares e infantiles de España para uso en las escuelas y colegios de Estados Unidos. Este cancionero, recopilado por ella y con sus propios arreglos musicales,  recogía cincuenta canciones que ofrecían una panorámica relativamente amplia de la música popular española clasificada por regiones y, en algunos casos, por su función. En la introducción afirma que su intención es que estas canciones acerquen a los estudiantes a la música popular española. Siempre indica sus fuentes y en sus arreglos musicales busca la sencillez y la claridad.
Regresó a Madrid becada por el Vassar para crear en la Residencia de Señoritas un grupo para extranjeras donde impartía prácticas de literatura. Al acabarse la beca regresó reincorporándose a su puesto aunque volvió con otra beca de 1927 a 1929. En mil novecientos treinta residió en Limoux en el departamento de Aude y comenzó sus estudios de Filología Románica. Tras acabarlos, en 1934 ocupó la cátedra de francés en el Instituto Nacional de Segunda Enseñanza de Salamanca. Centró su trabajo en establecer unos principios generales para la didáctica de las lenguas vivas.
En el verano de 1936, al estallar la guerra civil española, estaba en Francia y decidió regresar a Estados Unidos. Se le abrió un expediente de depuración y se le dio de baja del Escalafón de Catedráticos de Instituto en 1939.
En 1942 Diez de Oñate seleccionó las canciones populares para Doña Gramática. Juego cómico en ocho escenas y un proscenio para estudiantes de español creado por Pedro Salinas, Joaquín Casalduero, Enrique Díaz Canedo y otros, que pusieron letra gramatical a canciones populares entre otras. En el estreno interpretó las canciones al piano.
En 1947 adoptó la nacionalidad norteamericana y, ya jubilada, regresó a España para afincarse en Marbella donde murió en 1979.

## Obra
- Cancionero español: colección de canciones regionales, populares e infantiles de España para uso en las escuelas y colegios de Estados Unidos. Vermont Print. Company, 1924[12]